# عبد الولي محمد علي غاس
عبد الولي علي غاس (بالصومالية: Cabdiweli Maxamed Cali) خبير اقتصادي وسياسي صومالي شغل منصب رئيس وزراء الصومال في الفترة ما بين يونيو 2011 وأكتوبر 2012  كما شغل لفترة وجيزة مقعدا في البرلمان الاتحادي الانتقالي، وشارك في وضع خارطة طريق لإنهاء الفترة الانتقالية في الصومال، شغل بعد ذلك منصب رئيس حكومة ولاية بونتلاند المتمتعة بالحكم الذاتي شمال شرق الصومال في الفترة ما بين 8 يناير 2014 و8 يناير 2019 يتمتع عبد الولي علي غاس بخبرة واسعة في مجال الاقتصاد وعمل مع عدد من المنظمات الدولية، مثل البنك الدولي وصندوق النقد الدولي، وبرنامج الأمم المتحدة الإنمائي

## خلفية تاريخية
ولد عبد الولي غاس في مدينة طوسمريب في 2 يوليو 1965 لعائلة تنتمي إلى ولاية بونتلاند شمال شرق الصومال ويحمل الجنسيتين الصومالية والأمريكية، ويتحدث الصومالية والعربية والإنجليزية والإيطالية بطلاقة. متزوج من البروفيسورة هودان سعيد عيسى ، وله منها أربع أولاد.

## التحصيل التعليمي
حصل على البكالوريوس في الاقتصاد بامتياز مع مرتبة من الجامعة الوطنية الصومالية عام 1984 في عام 1988 انتقل إلى الولايات المتحدة، وحصل على الماجستير من جامعة فاندربيلت، ثم حصل على الزمالة في جامعة جورج ماسون، في قسم الاقتصاد في الفترة ما بين 1994 و1995
ثم في مركز دراسات الاختيار العام ما بين عامي 1995 و1998، وحصل على الدكتوراه في الاقتصاد من الجامعة نفسها عام 2000، بالإضافة إلى ذلك، حصل غاس على الماجستير في الإدارة العامة عام 1999 من كلية كينيدي بجامعة هارفارد وشهادة في الضرائب من كلية الحقوق بجامعة هارفارد.

## حياته المهنية

#### مسيرته الأكاديمية
عمل غاس مديرا في إدارة الضرائب في وزارة المالية في جمهورية الصومال في الثمانينيات، في الفترة ما بين عامي 1988 و1991 كما عمل مساعدا لمدير البحوث والإحصاء في وزارة المالية. انتقل لاحقًا إلى مقاطعة نياغرا بولاية نيويورك، وعمل أستاذًا مشاركًا للاقتصاد في قسم التجارة بجامعة نياغرا تركز اهتمام غاس في بحوثه الأكاديمية حول الاقتصاد والتجارة الدولية والنمو الاقتصادي
أعد غاس بحوثا علمية ومقالات حول العديد من المجالات لاقت استحسانا من الأكاديميين، ومُنحت ورقته البحثية التي تحمل عنوان "الاستقرار السياسي والسياسات الاقتصادية المستقرة" والتي نُشرت في مجلة أتلانتيك إيكونوميك جورنال جائزة أفضل مقال لعام 2001.

### مسيرته السياسية

#### الحكومة الفيدرالية الانتقالية
في 12 يونيو 2010 عينه رئيس الوزراء محمد عبد الله فرماجو وزيرًا للتخطيط والتعاون الدولي ونائبا لرئيس الوزراء

#### رئيس وزراء الصومال

##### التعيين
في 19 يونيو 2011 عينه الرئيس الصومالي شريف شيخ أحمد قائما بأعمال رئيس الوزراء بعد استقالة فرماجو بعد اتفاقية كمبالا المثيرة للجدل وعُين رئيسا للوزراء بشكل رسمي في 23 يونيو 2011
ومنح أعضاء مجلس النواب الثقة لحكومة غاس المشكلة رغم معارضتهم لاتفاقية كمبالا وعزمهم على السعي لإلغائها وصوت 337 نائبا لصالح تعيين غاس رئيسا للوزراء، في حين عارض ذلك نائبان وامتنع اثنان عن التصويت، في جلسة عُقدت في 28 يونيو 2011 ووافق أعضاء البرلمان بالإجماع على منح الثقة لحكومته في 23 يوليو 2011، وتوسع غاس في المناصب الوزارية لتشمل 9 وزراء دولة و 26 نائب وزير ليصبح المجموع 53 وزيرا

#### رئاسة بونتلاند
في أغسطس 2013 أطلق غاس من الإمارات العربية المتحدة حملة للترشح لمنصب رئيس ولاية بونتلاند المتمتعة بالحكم الذاتي، واتفقت المعارضة على تقديمه كمرشح متوافق عليه في الانتخابات الرئاسية في بونتلاند 2014، ووصل لاحقًا إلى بونتلاند للتشاور مع السياسيين ورؤساء العشائر في جالكعيو وقرضو لتعزيز العلاقات مع المعارضة وحشد مزيد من التأييد لحملته، في 8 يناير 2014 شهدت الجولتان الأولى والثانية من التصويت إقصاء 9 من المرشحين الأحد عشر من السباق الرئاسي، وشهدت الجولة الثانية منافسة شديدة وتقدم فيها فرولي المنتهية ولايته بـ 31 صوتا تلاه عبد الولي بـ 18 صوتا، لينتقلا إلى الجولة الثالثة، وفاز غاس بـ33 صوتا مقابل 32 لمنافسه الرئيس المنتهية ولايته.
وتعهد غاس في خطاب الفوز بالحفاظ على دستور بونتلاند معربا عن امتنانه باختياره الرئيس الرابع لولاية بونتلاند، وقبل فرولي هزيمته في السباق الرئاسي متعهدا بالعمل مع الرئيس الجديد، في 14 يناير 2014 ، تسلم غاس السلطة رسميا من فرولي في حفل أقيم في القصر الرئاسي.